# Kościół Miłosierdzia Bożego w Bydgoszczy

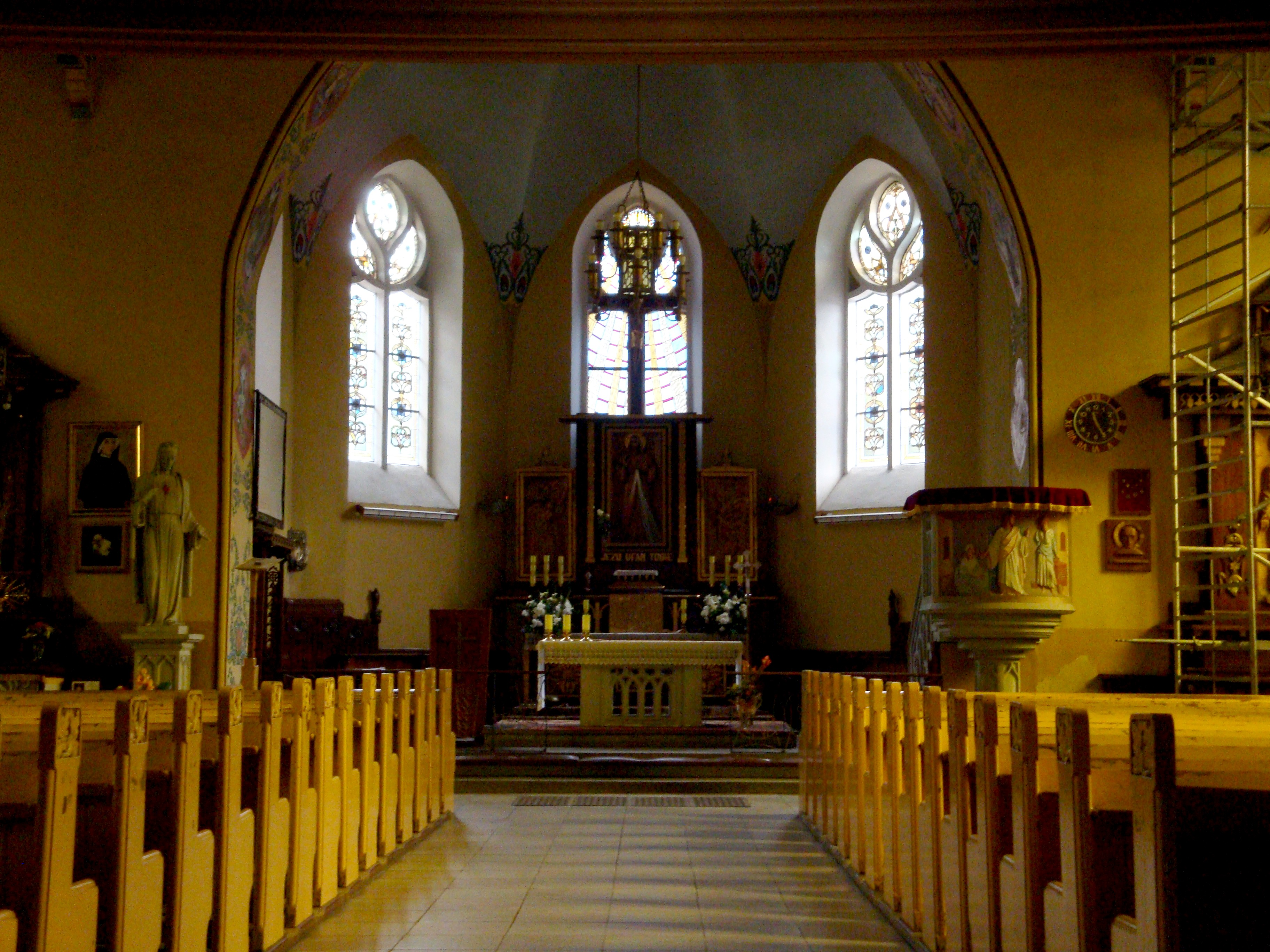
Wnętrze

Kościół Miłosierdzia Bożego w Bydgoszczy – kościół położony w Bydgoszczy, którego patronem jest Miłosierdzie Boże.

## Położenie
Kościół znajduje się przy ul. Nakielskiej w zachodniej części Bydgoszczy na osiedlu Wilczak, w obrębie parku nad Kanałem Bydgoskim.

## Historia
Budowa kościoła odbyła się w kontekście intensywnego rozwoju ewangelickiej architektury sakralnej w Bydgoszczy i na jej przedmieściach w końcu wieku XIX i na początku XX.
Wówczas wzniesiono na tym terenie osiem zborów ewangelicko-unijnych, w większości neogotyckich, licowanych czerwoną cegłą.
Ewangelicy na terenie dzielnicy Wilczak podlegali parafii na Okolu do 1898, po czym podjęli starania w celu wyodrębnienia własnej parafii. Powstała ona w 1900 i objęła Wilczak, Miedzyń i część Prądów. Następnym etapem było uzyskanie parceli budowlanej między ul. Nakielską, a Kanałem Bydgoskim, budowa pastorówki (1902-1904, obecnie nieistniejąca) oraz świątyni.
Starania o własny kościół zostały uwieńczone sukcesem dzięki działaniom pierwszego proboszcza Bóttichera oraz rady parafialnej złożonej z wpływowych osób.
Projekt świątyni autorstwa królewskiego okręgowego inspektora budowlanego Ismara Hermanna powstał w 1904. Następnie przekazano go do Berlina, gdzie został zatwierdzony w Ministerstwie Robót Publicznych przez Friedricha Oskara Hossfelda – architekta, nadzorcę wszelkich prac w zakresie budownictwa sakralnego na obszarach znajdujących się pod pruskim zaborem. Równolegle, przy udziale tych samych autorów i zatwierdzających zrealizowano projekt dziś już nieistniejącego kościoła ewangelickiego pw. Marcina Lutra dla parafii Szwederowo.
Głównym realizatorem prac budowlanych był przedsiębiorca z Bydgoszczy Carl Rose.
Wznoszenie zasadniczej bryły kościoła ukończono w 1905, a prace wykończeniowe oraz wyposażanie świątyni kontynuowano jeszcze w 1906.
Świątynia służyła niemieckiej gminie kościoła ewangelicko-unijnego do 1945, chociaż  najlepsze lata dla rozwoju parafii i zboru zakończyły się już wraz z wybuchem I wojny światowej.
Ostatnim proboszczem w latach 30. i przypuszczalnie do 1945 był pastor Hans Staffehl, który jednocześnie prowadził parafię na Okolu.
Po wyjściu Niemców z Bydgoszczy świątynia została zdewastowana. 2 lutego 1945 r. władze miejskie (Komitet Obywatelski Miasta Bydgoszczy) przekazały ją parafii Św. Trójcy do użytku katolików (poświęcenia dokonano 15 czerwca 1945 roku). Początkowo służył on jako kościół filialny dla potrzeb mieszkańców Wilczaka i Jarów. 24 sierpnia 1946 ks. kard. August Hlond wydał dekret ustanawiający z dniem 1 października 1946 r. parafię Miłosierdzia Bożego (proboszczem został ks. Feliks Małecki, który sprawował tę funkcję do roku 1982). Wtedy przystosowano wnętrze kościoła do sprawowania liturgii katolickiej. Zmieniono w całości wystrój, wyposażono kościół w nowe organy, trzy nowe ołtarze (główny, Matki Boskiej Ostrobramskiej i św. Antoniego – wszystkie wykonane przez rzeźbiarza Kazimierza Lipińskiego) i pięć konfesjonałów. Usunięto również boczne empory, zachowując ją jedynie nad wejściem głównym.
Wykonany w formie ludowego tryptyku dębowy ołtarz główny, na którym umieszczono lipowe płaskorzeźby przedstawiające Jezusa Miłosiernego, Andrzeja Bobolę i Marię Magdalenę, ustawiono 7 grudnia 1947 r. Na ambonie płaskorzeźba przedstawiająca Jezusa z Marią i Martą. Poza wymienionymi ołtarzami K. Lipiński wykonał również figurę Najświętszego Serca Jezusowego.
Obecnie kościół nie różni się względem stanu pierwotnego w swej bryle zewnętrznej, natomiast przestało istnieć parkowe otoczenie kościoła z wytyczonymi regularnie alejkami, rozległymi trawnikami ciągnącymi się w stronę Kanału Bydgoskiego i ozdobnie ukształtowanym terenem przed elewacją frontową.

## Architektura
Kościół zbudowany został w stylu neogotyku, popularnie stosowanym w Bydgoszczy w architekturze sakralnej na początku XX wieku.
Świątynia jest trójnawowa, o wymiarach 34,9 × 18,4 m i układzie bazylikowym, założona na planie krzyża łacińskiego z zamkniętym trójbocznie prezbiterium skierowanym na północ.
Korpus składa się z szerokiej nawy głównej, przedłużonej prezbiterium oraz transeptu o krótkich ramionach. Front kościoła zdominowany jest przez wypiętrzoną w górę masywną wieżę zwieńczoną wysokim iglicowym hełmem.
Świątynia charakteryzuje się dużą dekoracyjnością. Jej elewacje są urozmaicone układem blend, ślepych maswerków, fryzów i sterczyn.
Neogotycki charakter bryły podkreślają uskokowe skarpy wzmacniające ściany zewnętrzne transeptu. Ogólny wyraz majestatyzmu podkreślają natomiast płaszczyzny gładkich czerwonych ścian z surowych cegieł kontrastujących z bielą wytynkowanych płycin i blend.
W elewacji frontowej znajduje się ostrołukowy portal z płaskorzeźbą przedstawiającą Chrystusa Dobrego Pasterza, a powyżej mozaika z wizerunkiem Matki Boskiej Częstochowskiej.
W wejściu zachowały się drzwi o bardzo dekoracyjnych, kutych zawiasach oraz zamkiem ozdobionym dekoracją roślinną.

## Wnętrze
We wnętrzu kościoła znajdowały się początkowo empory zarówno nad wejściem, jak też po bokach nawy głównej.
Obecnie zachowała się jedynie empora południowa (boczne usunięto po 1945 r.) W nawie głównej zastosowano drewniany strop kasetonowy (w 2022 zakończono realizowaną przez kilka lat konserwację polichromii), w bocznych stropy płaskie. Prezbiterium nakrywa sklepienie gwiaździste. Z dawnego wystroju zachowała się prosta, wmurowana w ścianę wschodnią przy prezbiterium ambona o polichromowanych scenach figuralnych na ściankach.

## Galeria

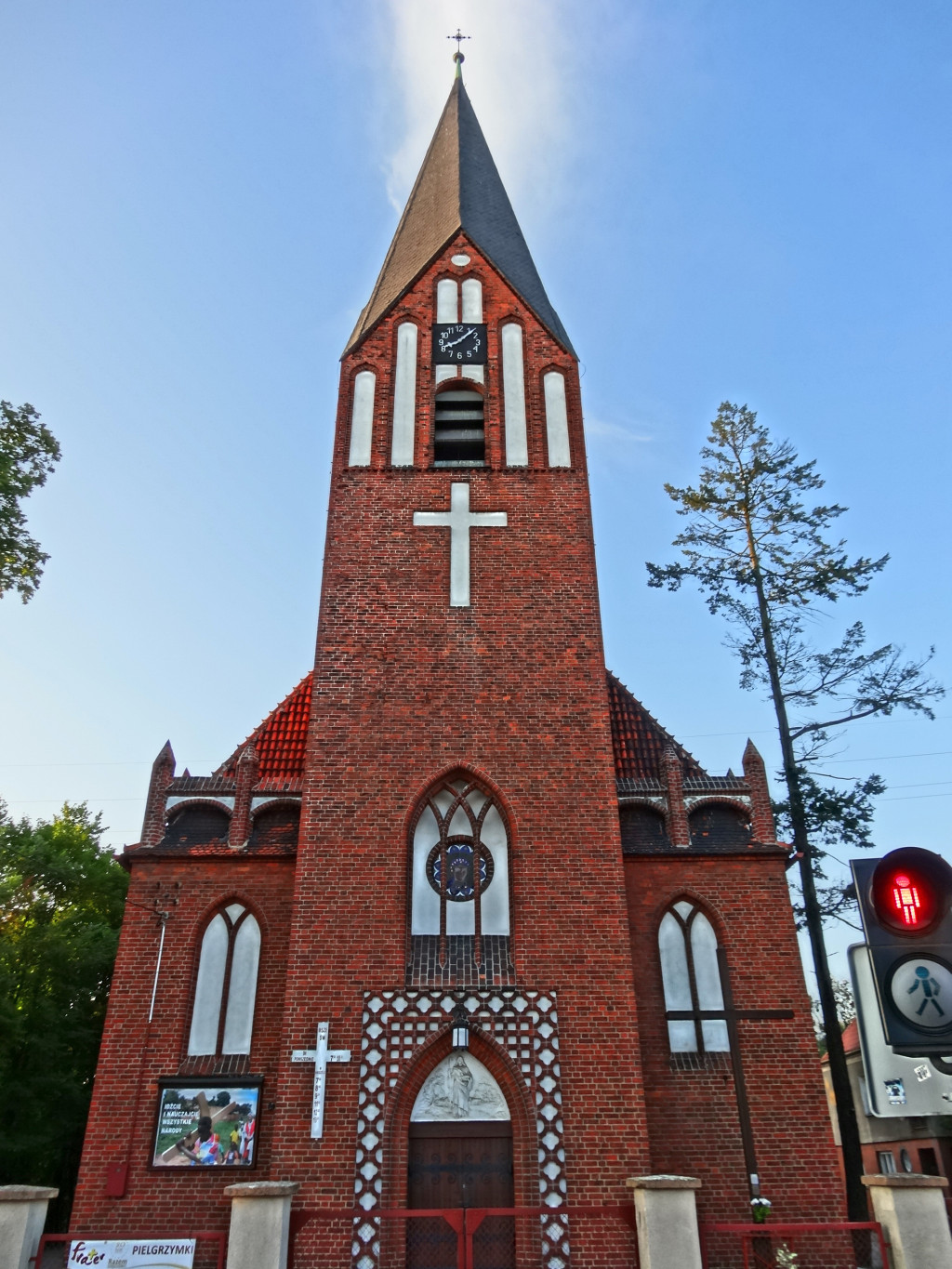
Front
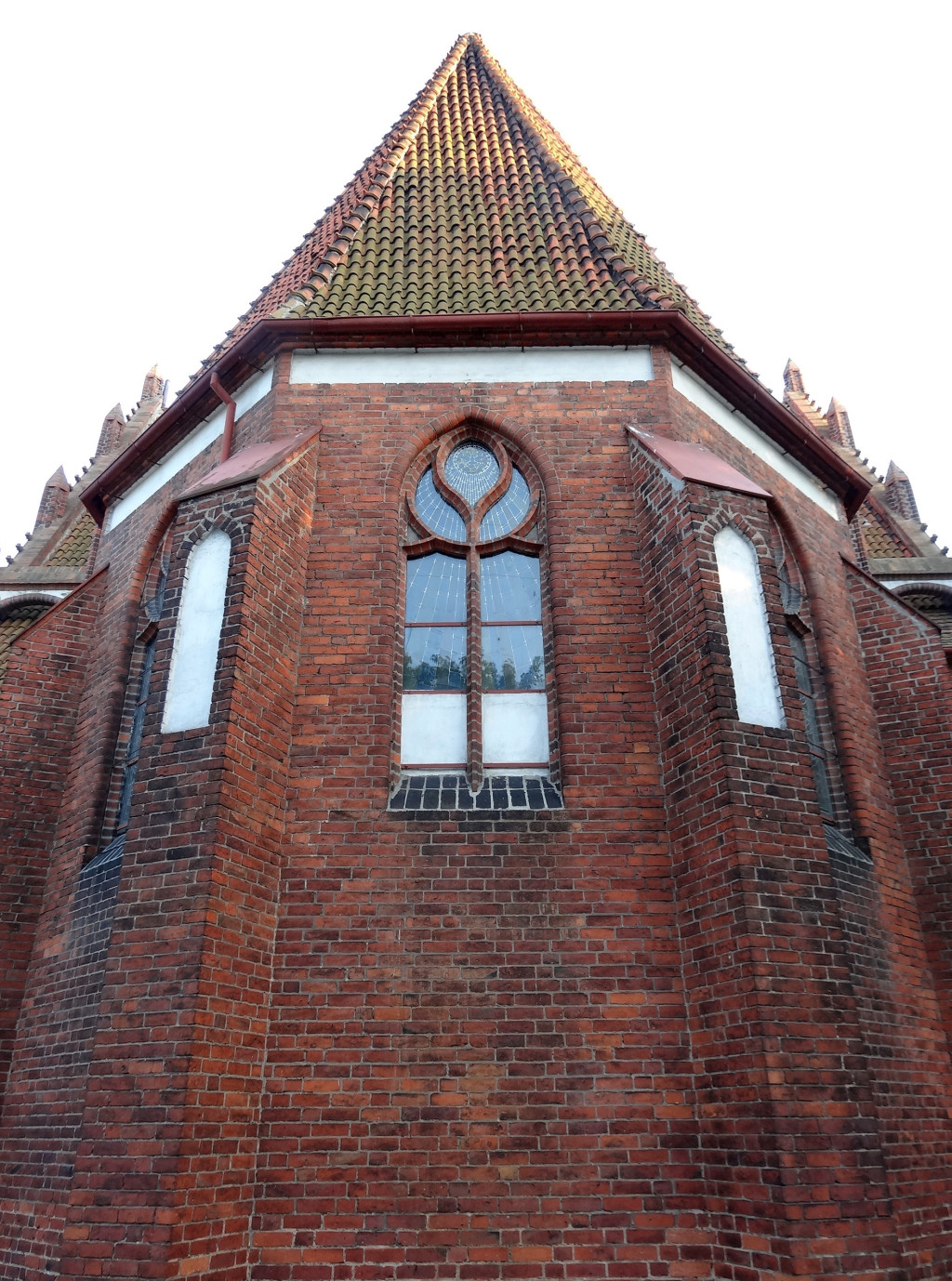
Prezbiterium
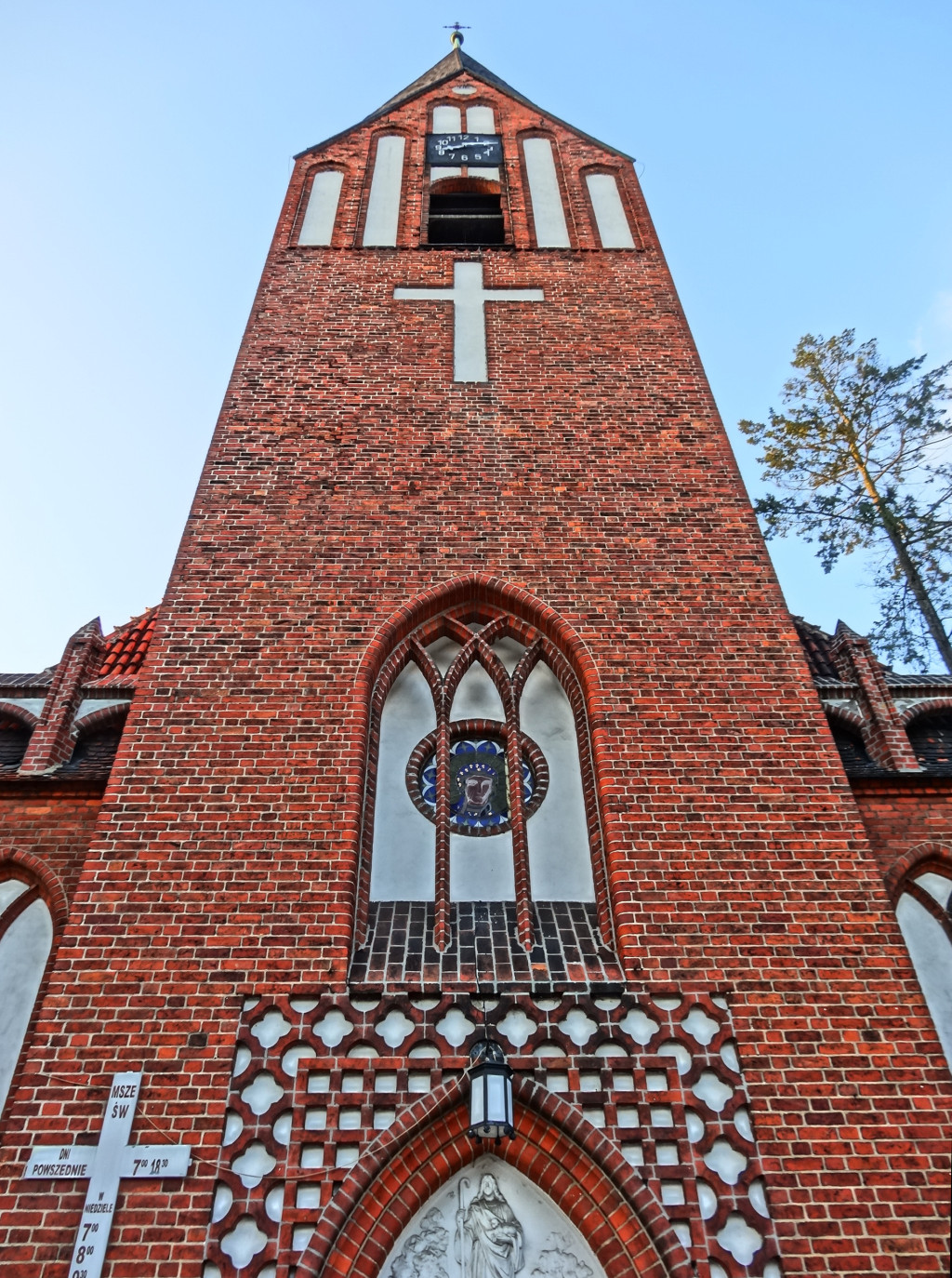
Wieża
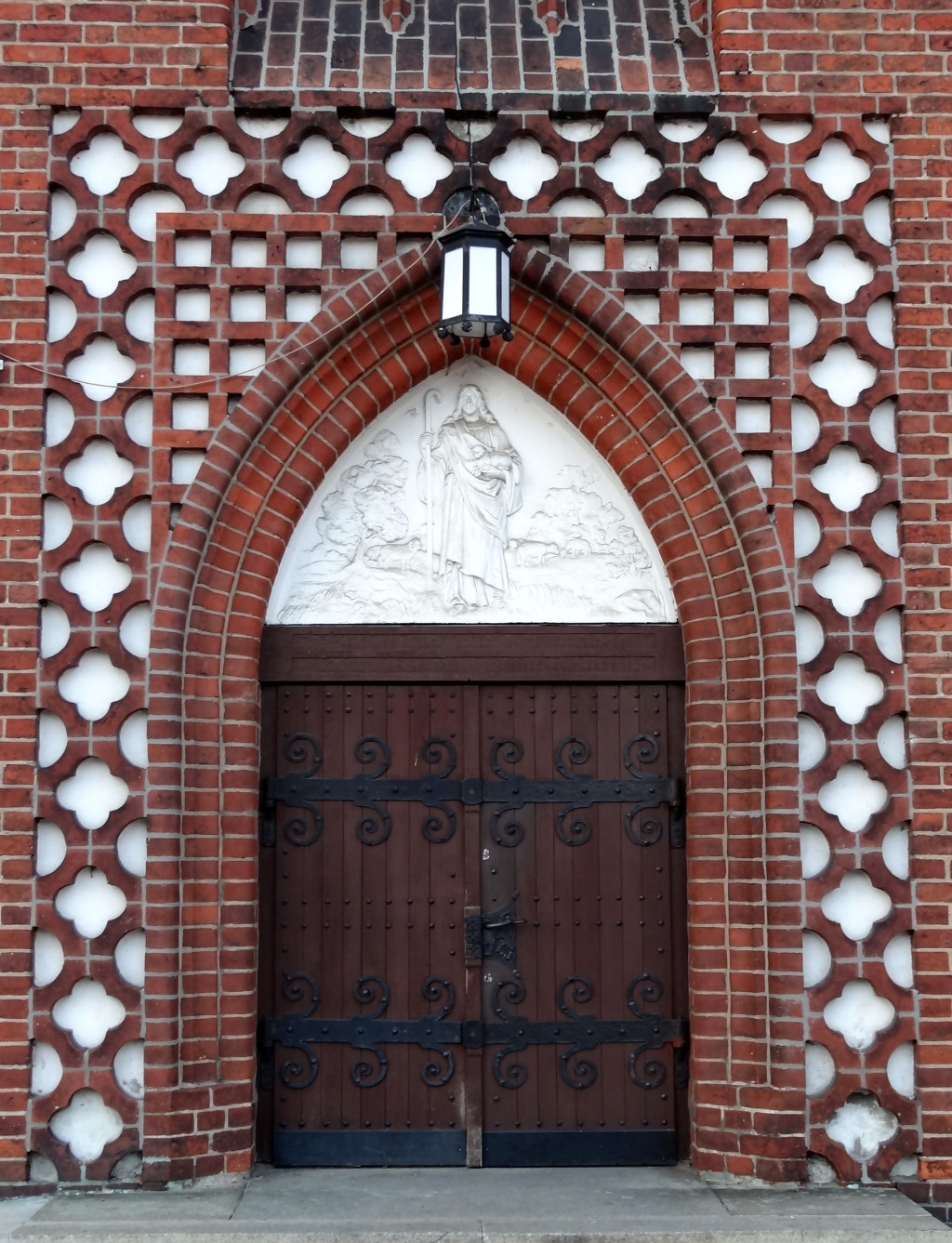
Portal
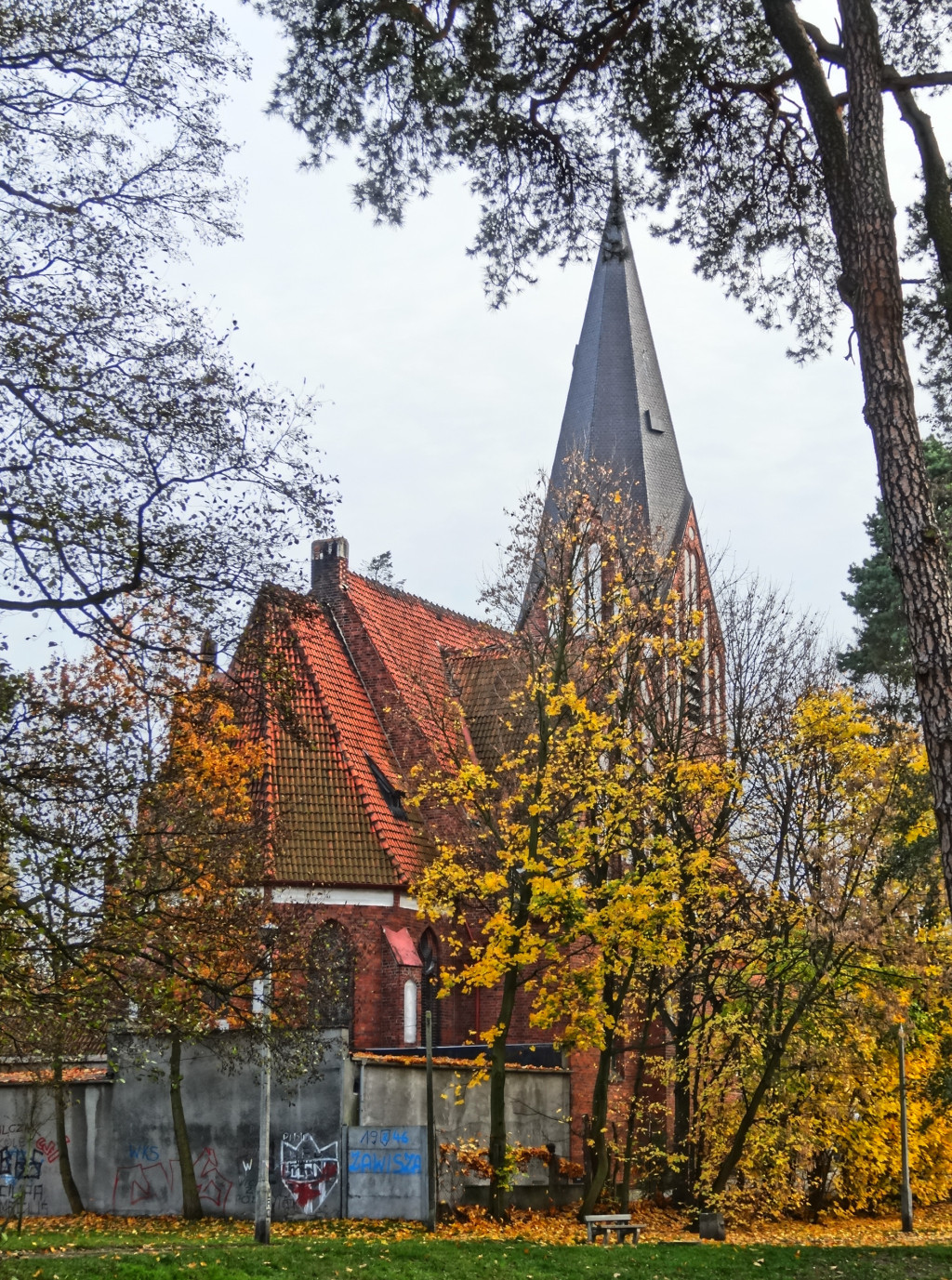
Jesień - widok z parku nad Kanałem Bydgoskim
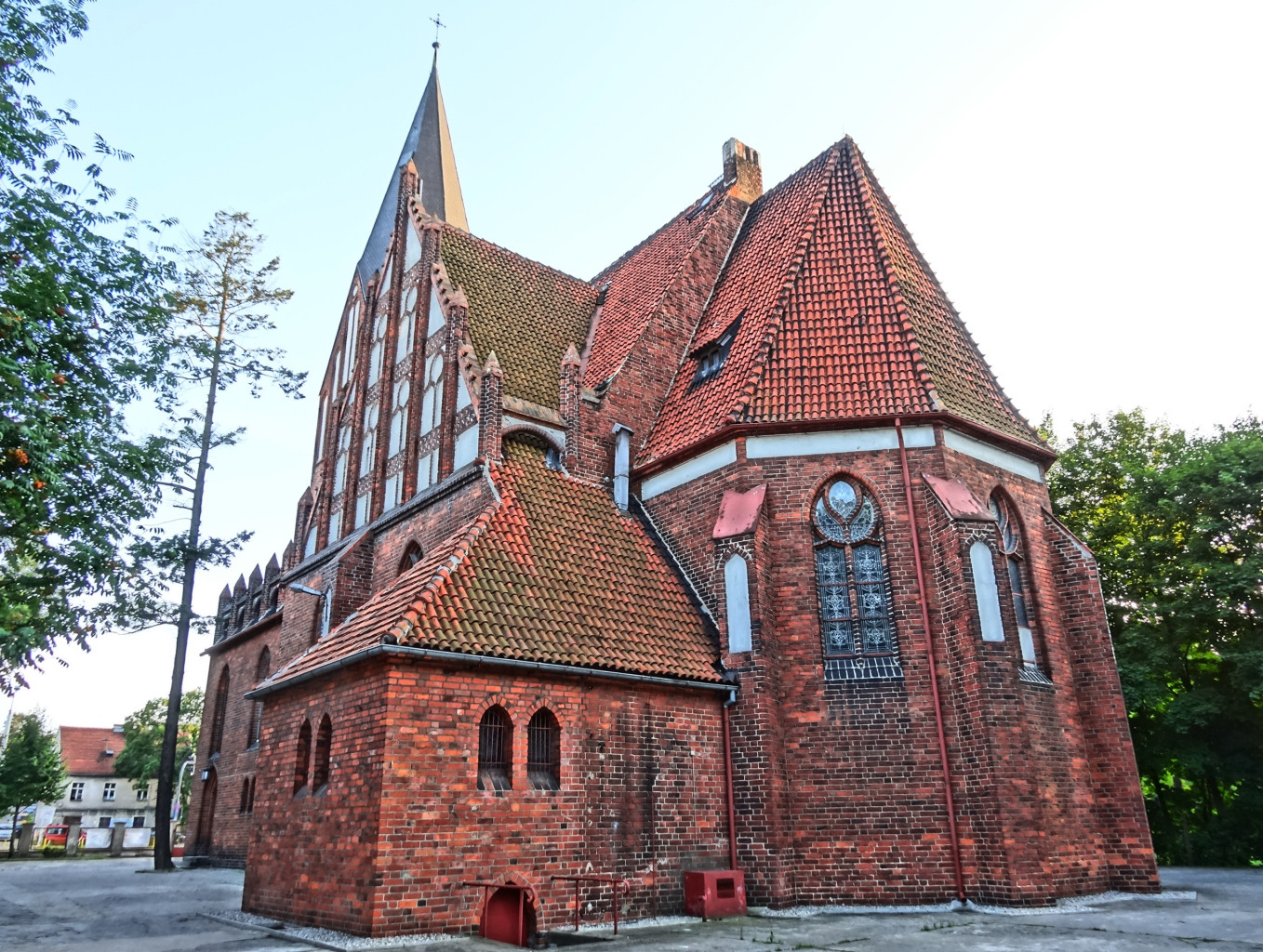
Widok z boku
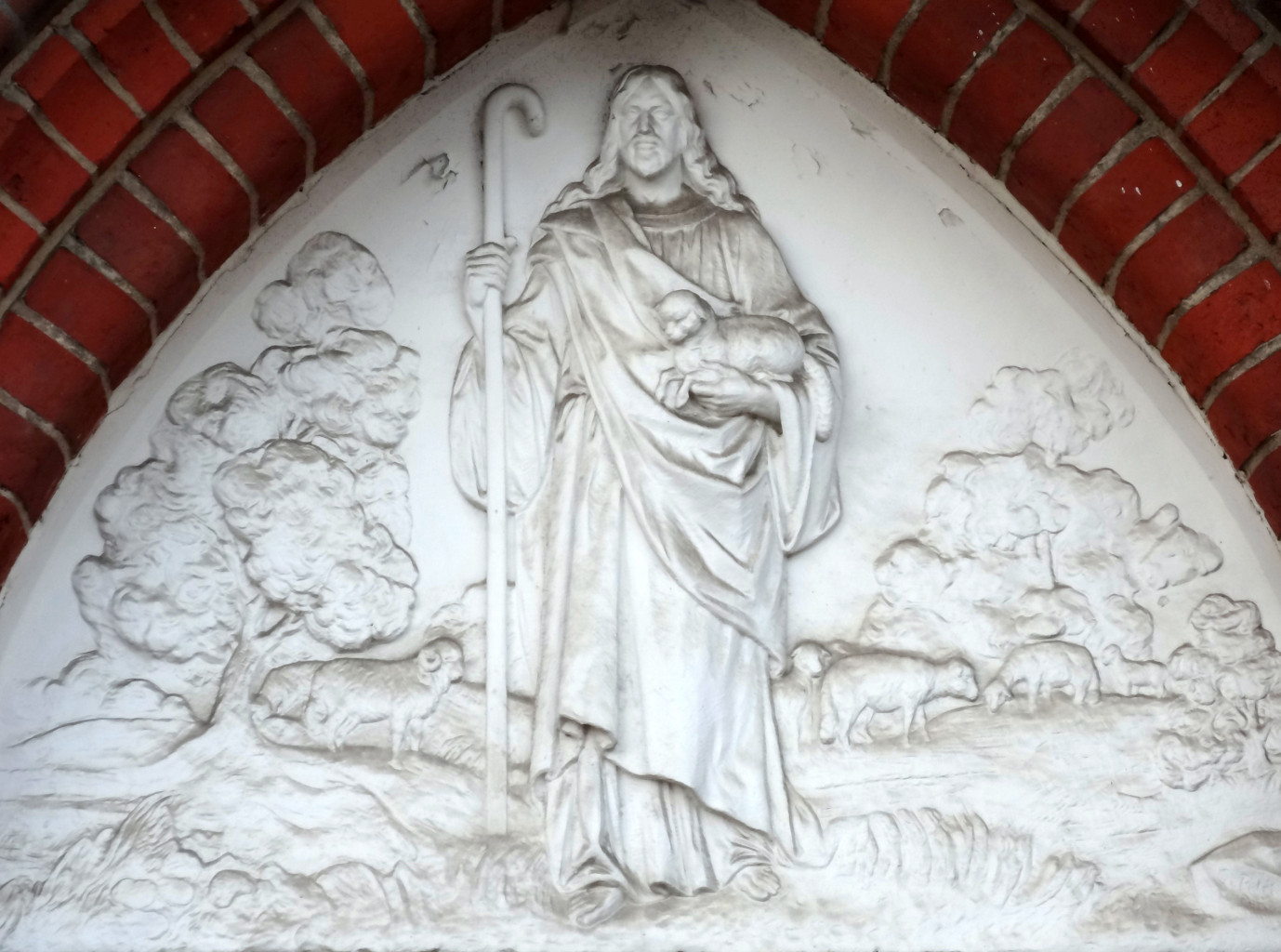
Płaskorzeźba nad portalem